# Средняя Северная Рассоха
Средняя Северная Рассоха — река в Горнозаводском районе Пермского края на Среднем Урале. Правый приток Вижая (бассейн Чусовой).
Высота устья — 367 м над уровнем моря. Высота истока — 540 м над уровнем моря.
Длина реки — 14 км. Исток в 17 км к северо-северо-западу от посёлка Тёплая Гора. Течёт по лесам на юго-юго-запад, впадает в Вижай по правому берегу в 113 км от его устья, в 5,5 км к северо-востоку от посёлка Сараны. Населённых пунктов в бассейне реки нет.

## Данные водного реестра
По данным государственного водного реестра России относится к Камскому бассейновому округу, водохозяйственный участок реки — Чусовая от в/п пгт. Кын до устья, речной подбассейн реки — Кама до Куйбышевского водохранилища (без бассейнов рек Белой и Вятки). Речной бассейн реки — Кама.
Код водного объекта в государственном водном реестре — 10010100712111100011825.